# 1587

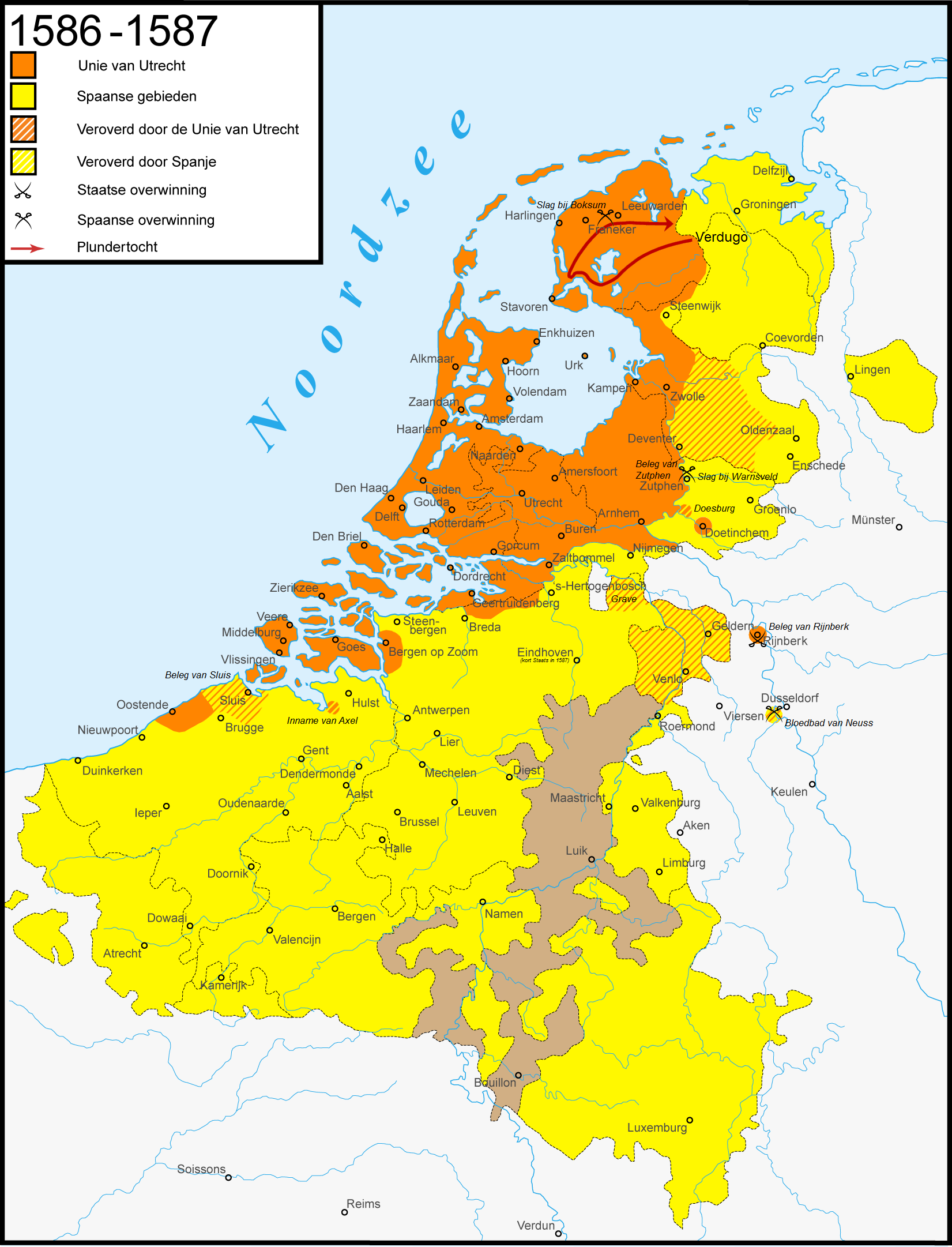
De Nederlandse Opstand in 1586-'87.

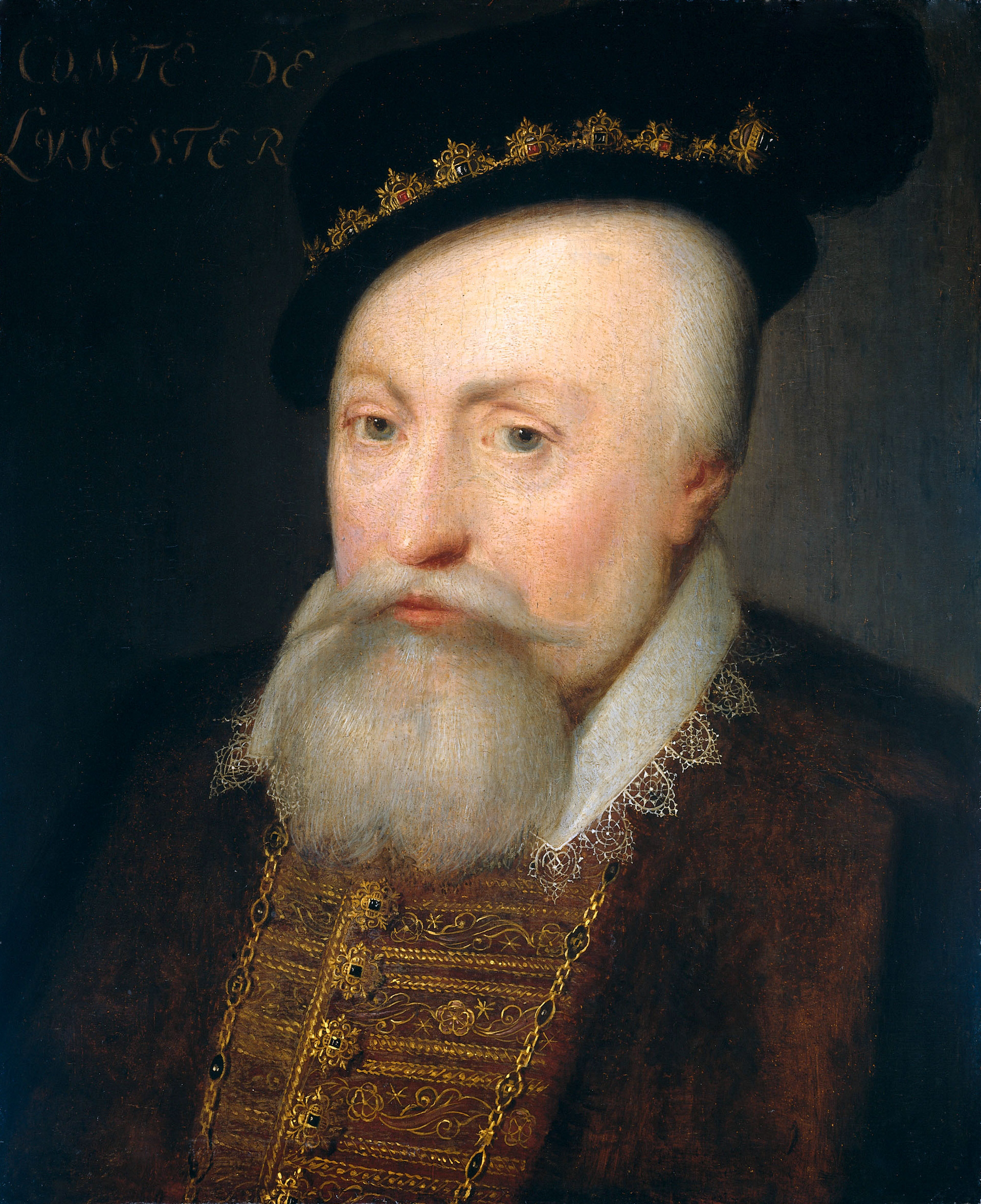
Robert Dudley Graaf van Leicester

Het jaar 1587 is het 87e jaar in de 16e eeuw volgens de christelijke jaartelling. Hoewel de gregoriaanse kalender in principe in 1582 al was ingevoerd, waren er landen die dat pas later deden en daarmee een overgangskalender hadden. In 1587 had Hongarije een overgangskalender.

## Gebeurtenissen
januari
- 17 - De Engelse militair Roland York pleegt verraad en laat de schans van Zutphen in handen vallen van de Spanjaarden.
- 26 - Maarten Schenk van Nydeggen neemt in naam van de Unie van Utrecht de stad Ruhrort in.

februari
- 8 - Onthoofding op het kasteel Fotheringhay van de Schotse koningin Maria Stuart op beschuldiging van hoogverraad. Koningin Elizabeth I van Engeland ondertekende het vonnis met tegenzin.

mei
- 13 - Drie vrouwen worden in het openbaar verbrand wegens hekserij op de Geeselberg bij Wedde.

juli
- 4 - Geldern wordt door Claudius van Berlaymont, de Spaansgezinde stadhouder van Gelre, ingenomen.
- 13 - Slag bij Engelen tussen Claudius van Berlaymont, heer van Haultepenne, en de Staatse Bevelhebber Filips van Hohenlohe-Neuenstein. De slag wordt uiteindelijk gewonnen door het Staatse leger. Claudius van Beraymont raakt zwaar gewond en sterft korte tijd later te 's Hertogenbosch.

- juli - Justificatie of Deductie - De Staten-Generaal besluiten voortaan de Verenigde Nederlanden zelf te besturen; hierdoor ontstaat de Republiek der Zeven Verenigde Nederlanden.

augustus
- 5 - Beleg van Sluis (1587). Landvoogd Alexander Farnese, hertog van Parma, verovert Sluis.
- 18 - Virginia Dare wordt als eerste kind uit Engelse ouders geboren op Amerikaanse bodem.
- 28 - De Staten van Zeeland vaardigen wegens de dreiging van de Duinkerker kapers het plakkaat 'op de veylige navigatie met ende van Westen' uit. Dit houdt in dat in Zeeland niemand meer westwaarts mag varen, tenzij men in een konvooi van minstens acht schepen zich laat begeleiden door oorlogsschepen tot voorbij de monding van de Seine.

oktober
- 31 - De Universiteitsbibliotheek Leiden opent haar deuren na haar oprichting in 1575.

november
- 22 - De Friese stadhouder Willem Lodewijk huwt Anna, de dochter van Willem van Oranje.

december
- december - De graaf van Leicester wordt gedwongen de Nederlanden te verlaten.

zonder datum
- Stadsbrand in Helmond.
- Eindhoven wordt eerst door staatsen, daarna weer door Spanjaarden ingenomen.
- De Engelsen leveren Deventer verraderlijk uit aan de Spanjaarden.
- De Engelse kaperkapitein Francis Drake valt de haven van Cádiz binnen en rooft 3000 tonnen sherry.

## Muziek
- Publicatie van Concerti di Andrea e Giovanni Gabrieli.
- Publicatie van het Eerste Boek Madrigalen van Claudio Monteverdi.

## Bouwkunst

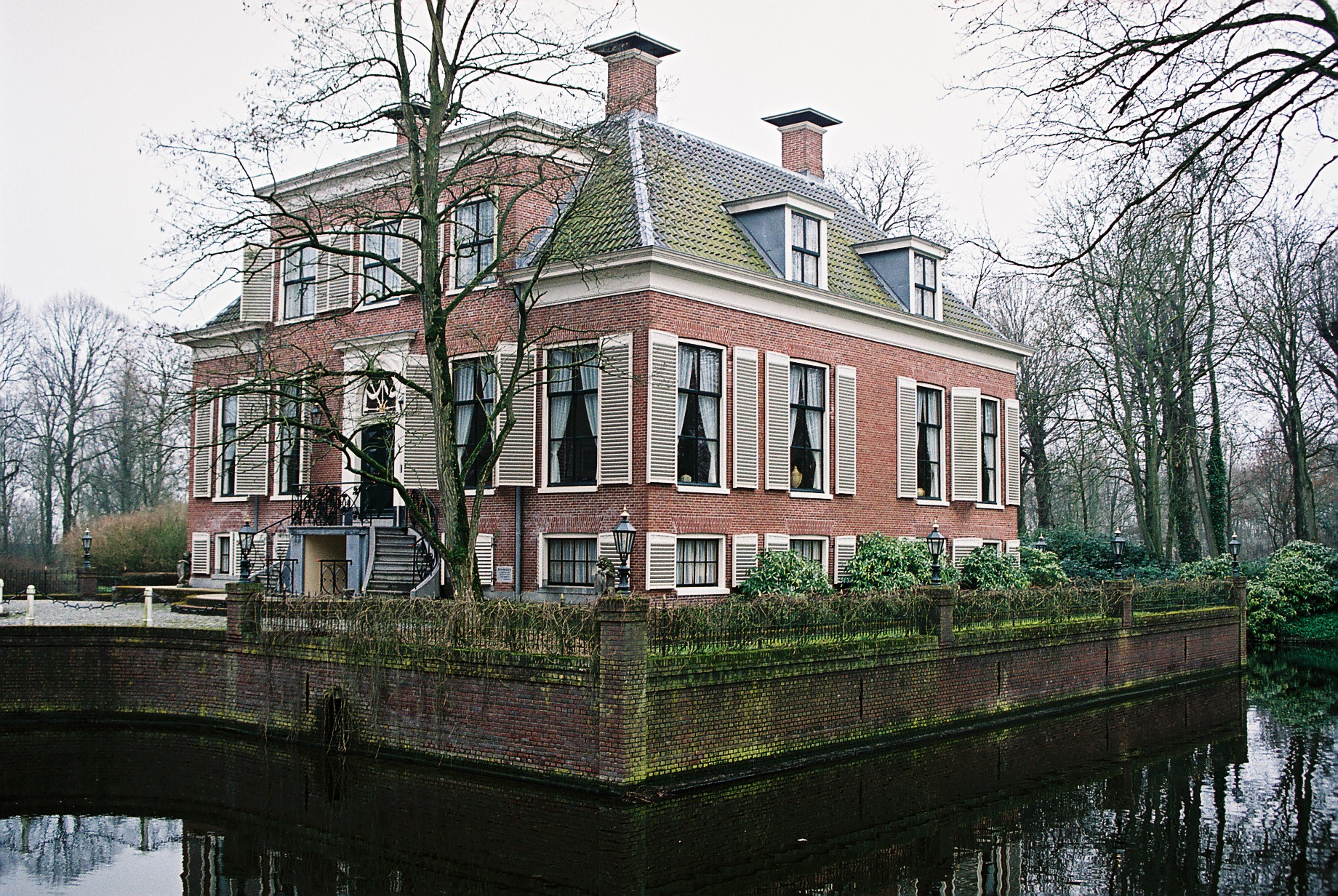
Breedenborg, Breede (1587)

## Geboren
juni
- 2 - Willem IJsbrantsz. Bontekoe Nederlands koopvaardijhandelaar

september
- 1 - Gómez Suárez de Figueroa, Spaans edelman, diplomaat en legeraanvoerder (overleden 1634)
- 3 - Juliana van Nassau-Siegen (overleden 1643)

november
- 3 - Samuel Scheidt, Duitse organist en componist (overleden 1654)
- 17 - Joost van den Vondel, Nederlands dichter en toneelschrijver

datum onbekend
- Johannes Fabricius, Nederlands astronoom

## Overleden
februari
- 8 - Maria I van Schotland (44)

juli
- 28 - Godfried van Mierlo, bisschop van Haarlem

november
- 12 - Wolraad III van Waldeck-Eisenberg (25), Duits graaf en militair